# Акерсхус (замок)
За́мок Акерсху́с (норв. Akershus slott) — замок на территории крепости Акерсхус в столице Норвегии Осло.

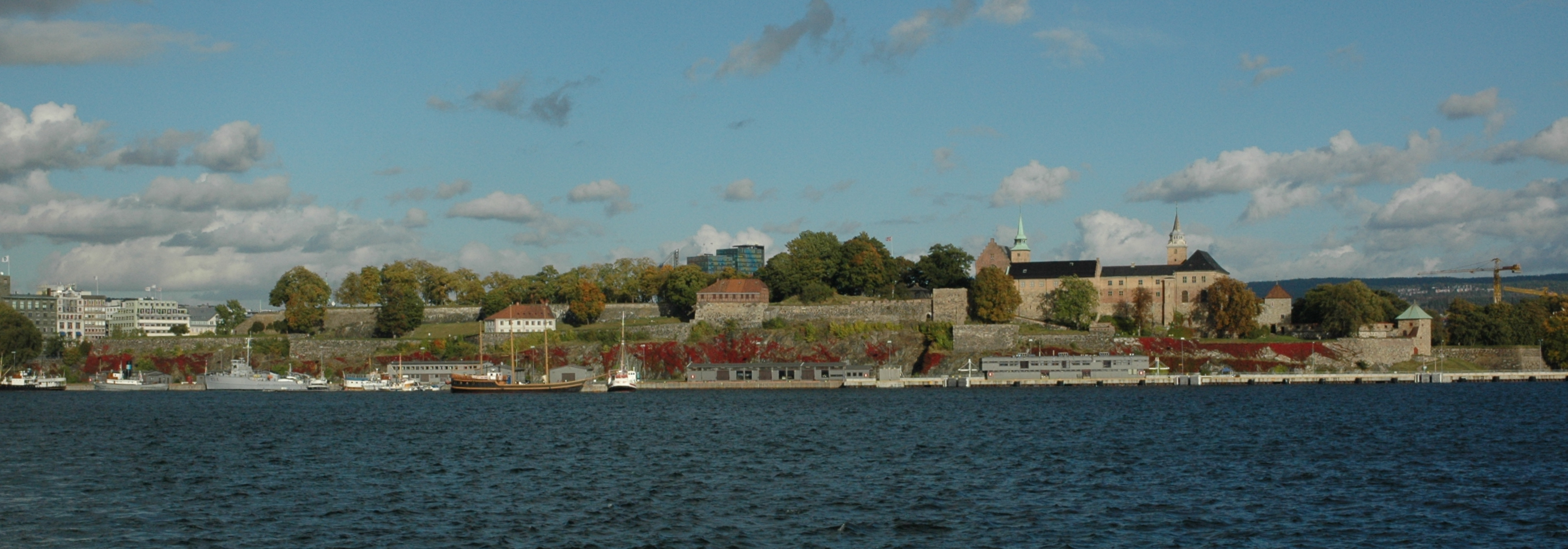
Вид крепости Акерсхус с моря включая замок Акерсхус. Два дома на территории крепости левее замка не относятся к замку. Ближайшее из них отдано под музей Сопротивления в годы Второй Мировой войны.

Первоначально был замок Акерсхус, который выступал в роли замка-крепости. В первой половине XVII века замок был перестроен в стиле эпохи Возрождения, приобретя ренессансный облик, и окружён стеной. С этого времени можно говорить о замке Акерсхус и крепости Акерсхус отдельно. Кроме замка на территории крепости есть и иные здания для гарнизона, штаба вооруженных сил Норвегии и министерства обороны и два здания взяты под отдельные музеи (смотри статью «Акерсхус (крепость)»).

## История

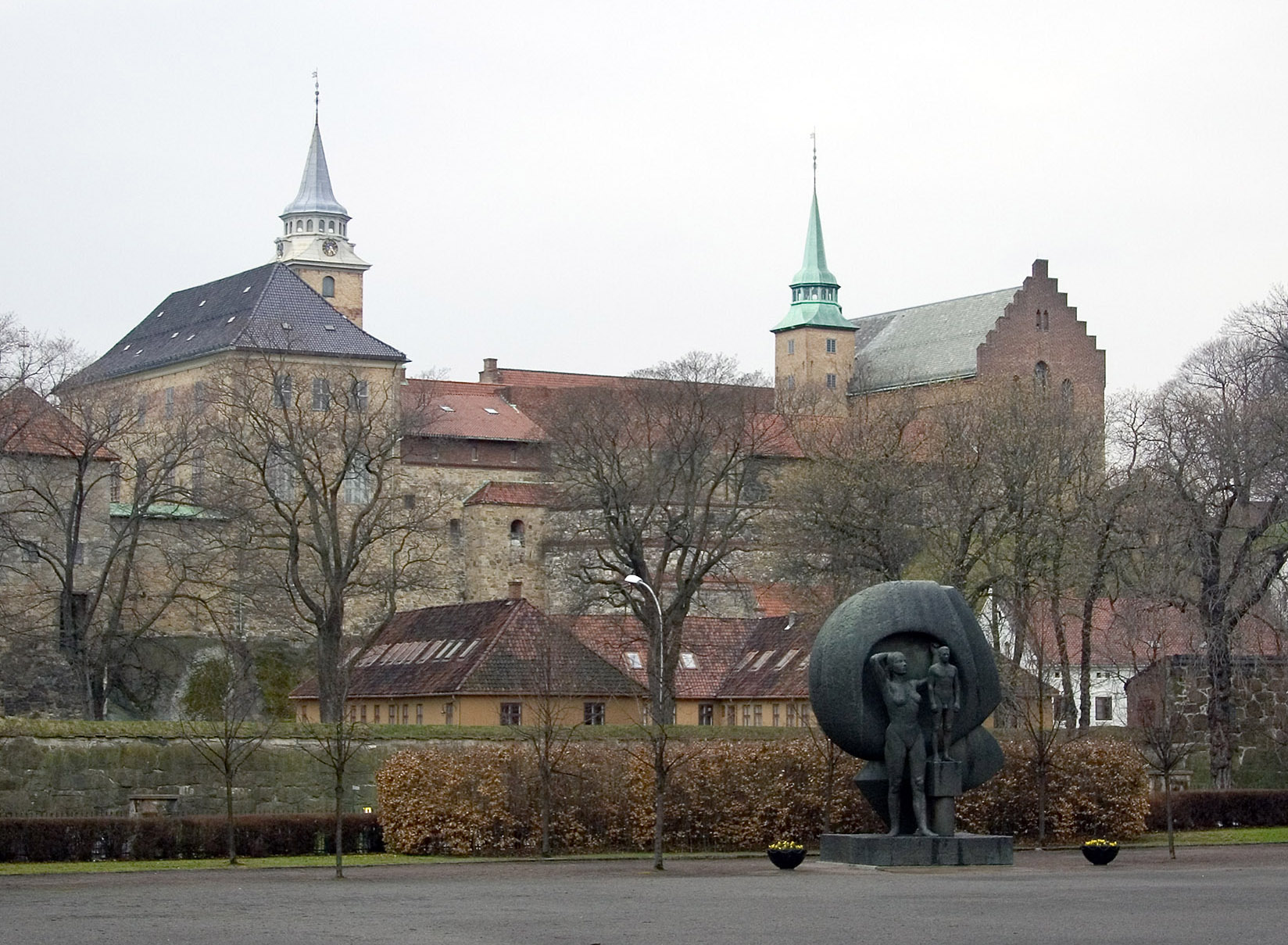
Со стороны берега здания перед замком и за низкой крепостной стеной, протянувшейся за памятником, не относятся к замку, а относятся к территории крепости.

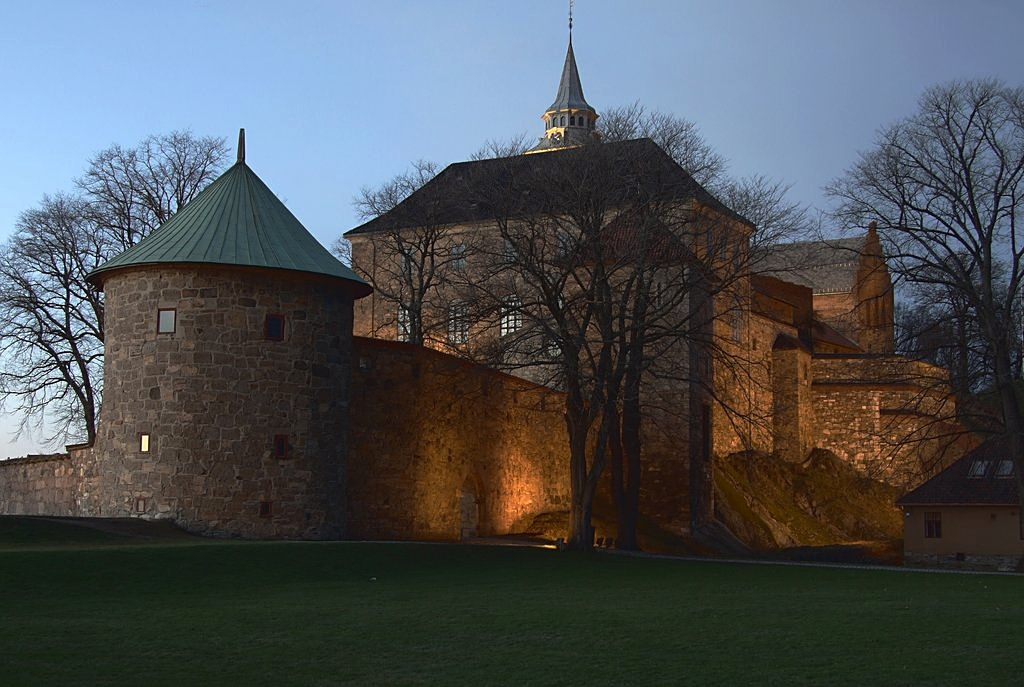
Замок Акерсхус и башня Мунк, построенная в 1559 году феодал Christiern Munk. Следующая башня за деревом — это Девичья башня, через которую когда-то был вход в Средневековый замок.

Основателем замка считается конунг Хокон V Святой. 
На вдающемся в Осло-фьорд мысе, разделяющем фьорд на две бухты, стоит замок Акерсхус. Крепость у реки Акерс — это самое старое сооружение Осло, сохранившееся с 1308 года, — писал Н. М. Верзилин. Вместе с крепостью в норвежском Тёнсберге, Акерсхус был сильнейшей цитаделью Скандинавии. По легенде, конунг заложил замок-резиденцию после того, как на него напал Альв Эрлингссон из Сарпсборга в 1287 году. Это — первый случай в истории норвежской архитектуры, когда замок был построен из кирпича и камня.
Не известно точно, когда были начаты работы над строением крепости, но принято полагать что это случилось в последние десятилетие XIII века.
Крепость-замок впервые упоминается в письменном виде в 1300 году в письме от короля Хокона к церкви в Осло. В письме, однако, не написано на каком этапе стоят работы строительство. Главной задачей этого укреплённого средневекового замка была защита Осло — города, который стал столицей Норвегии в 1299 году.
Замок пережил осаду 1308 года (шведы под руководством Эрика Кнутссона).
В 1527 году от удара молнии замок загорелся и сгорел дотла.
Зимой 1537 года комендант замка Акерсхус, убежденный лютеранин Могенс Гюльденстьерне, по приказу короля разорил и сжег цистерианское аббатство на соседнем острове. Владения монастыря были переданы в королевскую казну, его строения разобрали, а камни пошли на укрепление замка Акерсхус.
В 1624 году король Кристиан IV закладывает у стен крепости новый город, которому даёт своё имя — Кристиания. В первой половине XVII века замок был перестроен в стиле эпохи Возрождения, приобретя ренессансный облик, и окружён стеной.
Позднее замок прошёл несколько перестроек, а в XVIII — начале XIX века пришёл в упадок. С конца XVIII века замок используется как королевская тюрьма. В 1787-97 здесь провёл остаток своих дней норвежский узник совести Кристиан Лофтхус.
В связи с тем, что замок пришёл в упадок в первой половине XIX века была проведена полная реставрация замка и он стал использоваться для правительственных приёмов.
В конце XIX века в Акерсхусе были начаты реставрационные работы. Петер Бликс был автором первого, представленного в 1896 году, проекта реставрации крепости. В 1897 году его проект был одобрен и получил грант от норвежского парламента. В начале XX века на территории замка был основан музей. Реставрационные работы велись здесь вплоть до 1976 года, когда был завершён зал Олава, где сейчас проводят официальные мероприятия.
В течение пятилетней оккупации в замке размещалось гестапо, и там немцами были казнены несколько человек. Оккупация закончилась 11 мая 1945 года, когда замок был передан немцами в норвежские руки.

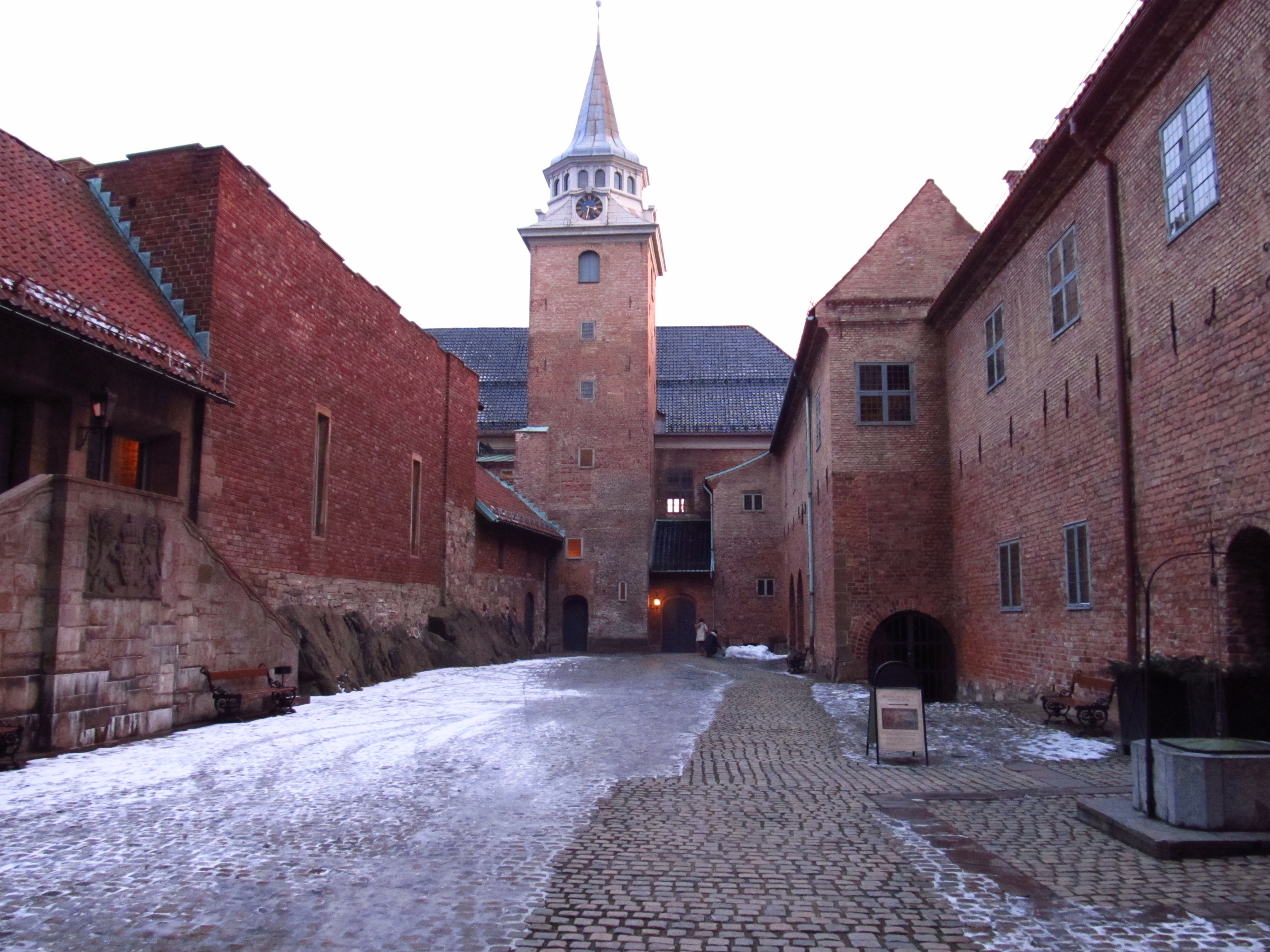
Внутренний двор замка. Первая дверь справа — вход в музей замка. Вход слева по лестнице — парадный вход для официальных гостей.

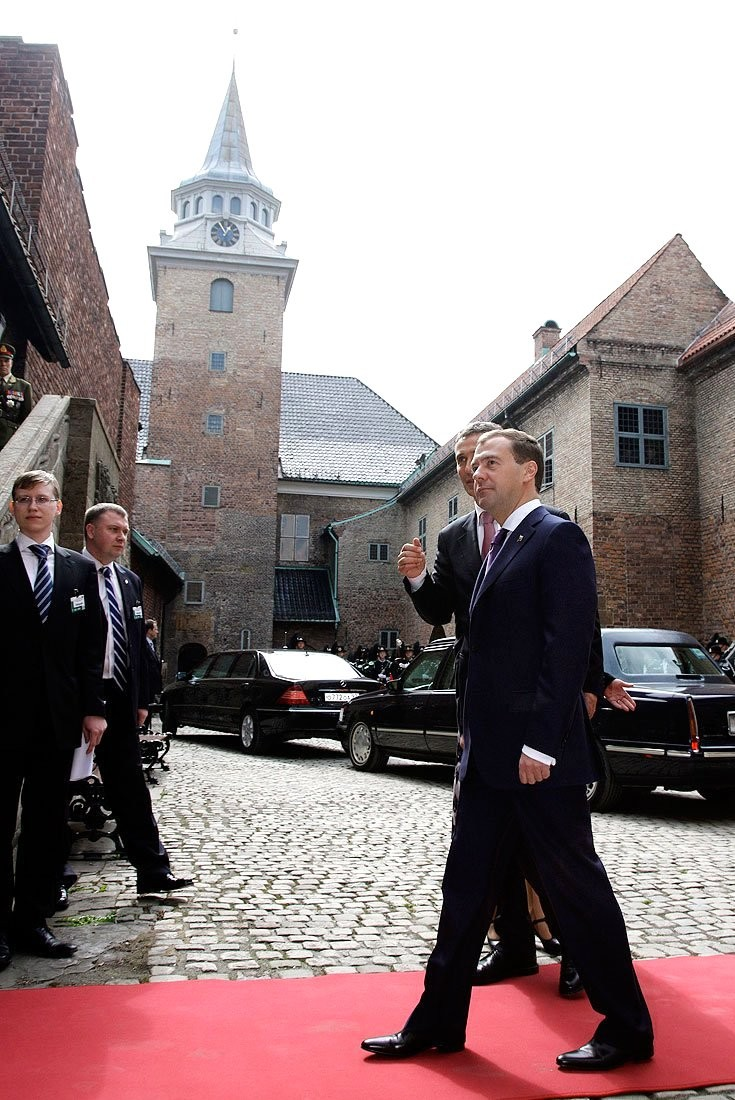
Президент Дмитрий Медведев во время своего двух-дневного визита в Норвегию 26 и 27 апреля 2010 г. Рядом Премьер-министр Норвегии Jens Stoltenberg. Внутренний двор замка Акерсхус 27/04/2010. Идут к ступенькам лестницы парадного входа в замок.

В замковой часовне похоронены норвежские монархи: конунг Сигурд I, конунг Хокон V, королева Ефимия, король Хокон VII, королева Мод, король Улаф V и кронпринцесса Марта.

## Достопримечательности
Сейчас в замке действует музей:
- Помещения замка Акерсхус. Замок с часовней и крепость открыты для посещения туристам. Посетители могут осмотреть банкетные залы, официальные резиденции и тюремные камеры. Вход в музей отдельно платный.

## Помещения замка Акерсхус открытые для туристов

### Внутренний двор замка.
Замок имеет собственный небольшой двор окружённый строениями замка в который можно попасть через входные ворота замка. Собственно это и есть главный вход в замок. С внутреннего двора сегодня вход для туристов через Восточное крыло (сегодня главный вход).

### Западное крыло замка
Это крыло замка включает в себя:
- Помещение кухни в замке Кристиана IV. Остатки пекарной печи и камина до сих пор видны в стене.[1]
- Кабинет судебного исполнителя, главной задачей которого был сбор налогов в губернии Акерсхус. В этой комнате он и его помощники вели счёт товарам и деньгами поступающим от налогоплательщиков с Восточной Норвегии.[1]
- Потайной ход — часть внутреннего прохода, соединяющего северное и южное крыло замка.[1]
- Классная комната. В XVII веке здесь обучали детей губернатора, который жил и работал в замке.[1]

### Подземелья
В XVII веке подземная часть замка переделана в тюрьму — здесь оборудовали четыре камеры заключения. Одна из камер получила зловещее название «Ведьмина Яма» (норв. Trollkjerringhullet).

### Королевский Мавзолей

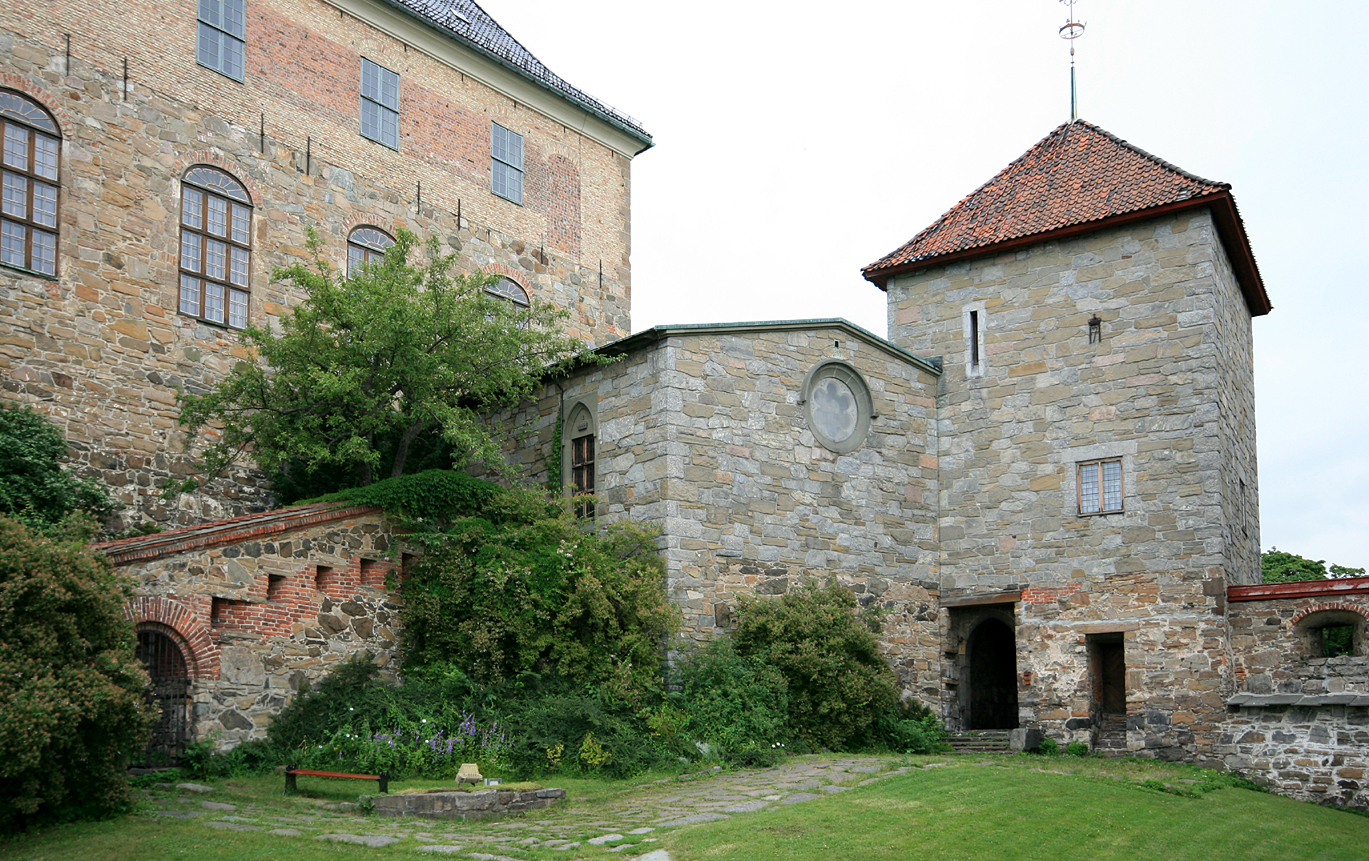
Здание мавзолея рядом с Девичьей башней, через которую вход в Средневековый замок.

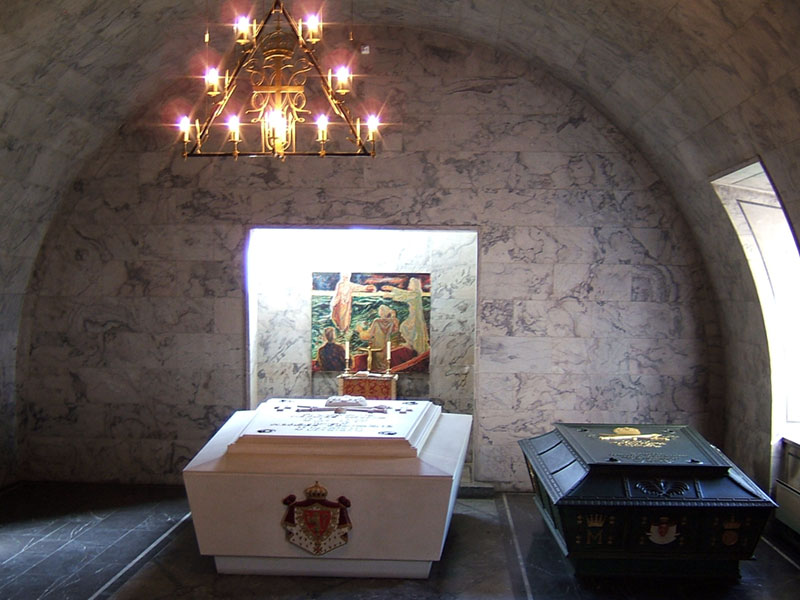
Королевские саркофаги в мавзолее замка.

Усыпальница норвежской королевской семьи была спроектирована архитектором Арнстейном Арнеберг. Работы по её строительству были завершены в 1948 году. Здесь покоятся следующие персоны:
- В белом мраморном саркофаге покоятся король Хокон VII (1872—1957) и королева Мод (1869—1938).[1]
- В зелёном бронзовом саркофаге покоятся король Улаф V и кронпринцесса Марта (1901—1954).[1]
- На противоположной стороне, в стене, находятся три шкатулки с черепами средневековой королевской семьи, найденный в развалинах церкви в старой части города Гамлебиен (норв. Gamlebyen).[1]
- Слева захоронены основатель замка Хокон V и королева Ефимия, справа — Сигурд I Крестоносец (норв. Sigurd Jorsalfarer).[1]

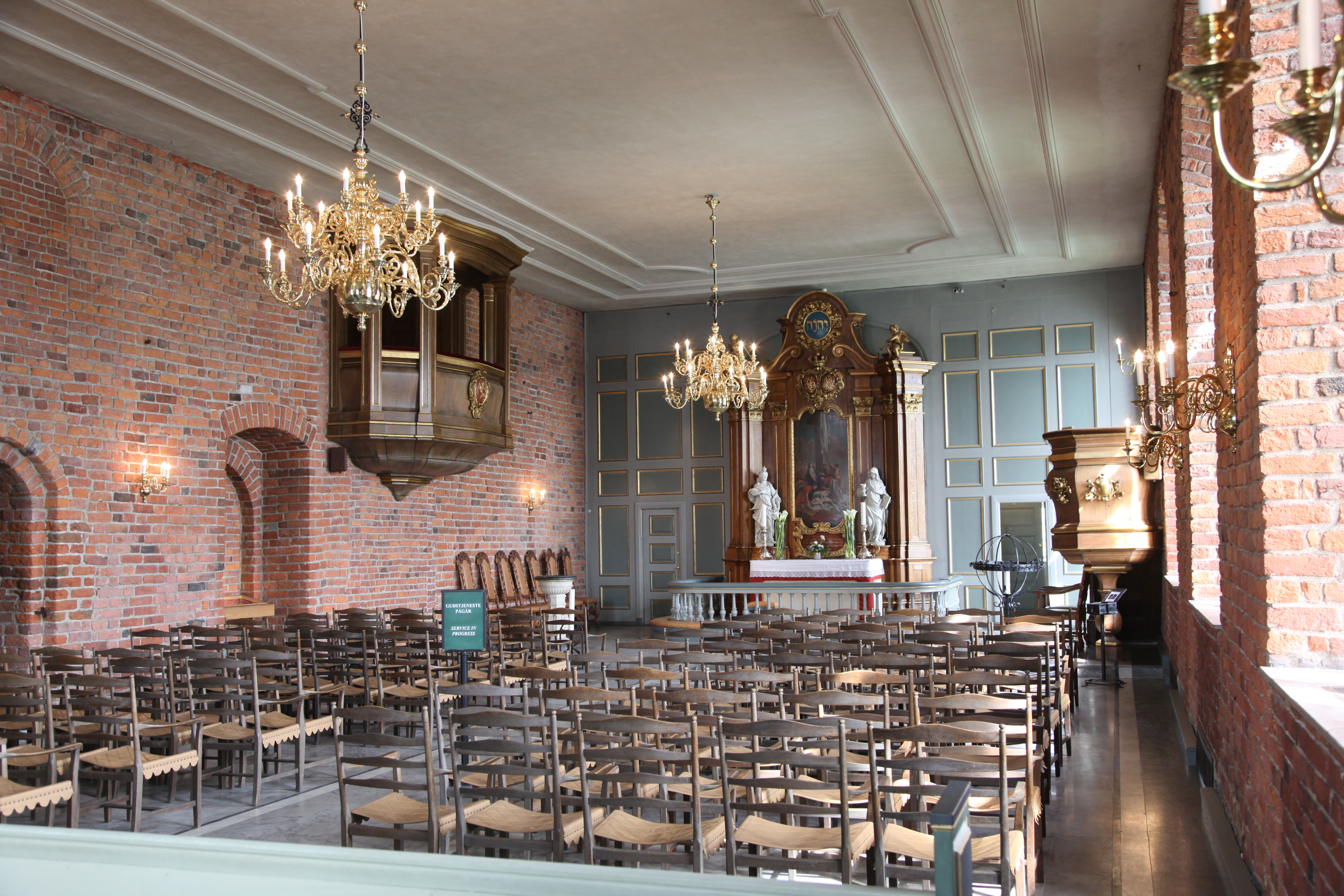
Часовня.

### Часовня

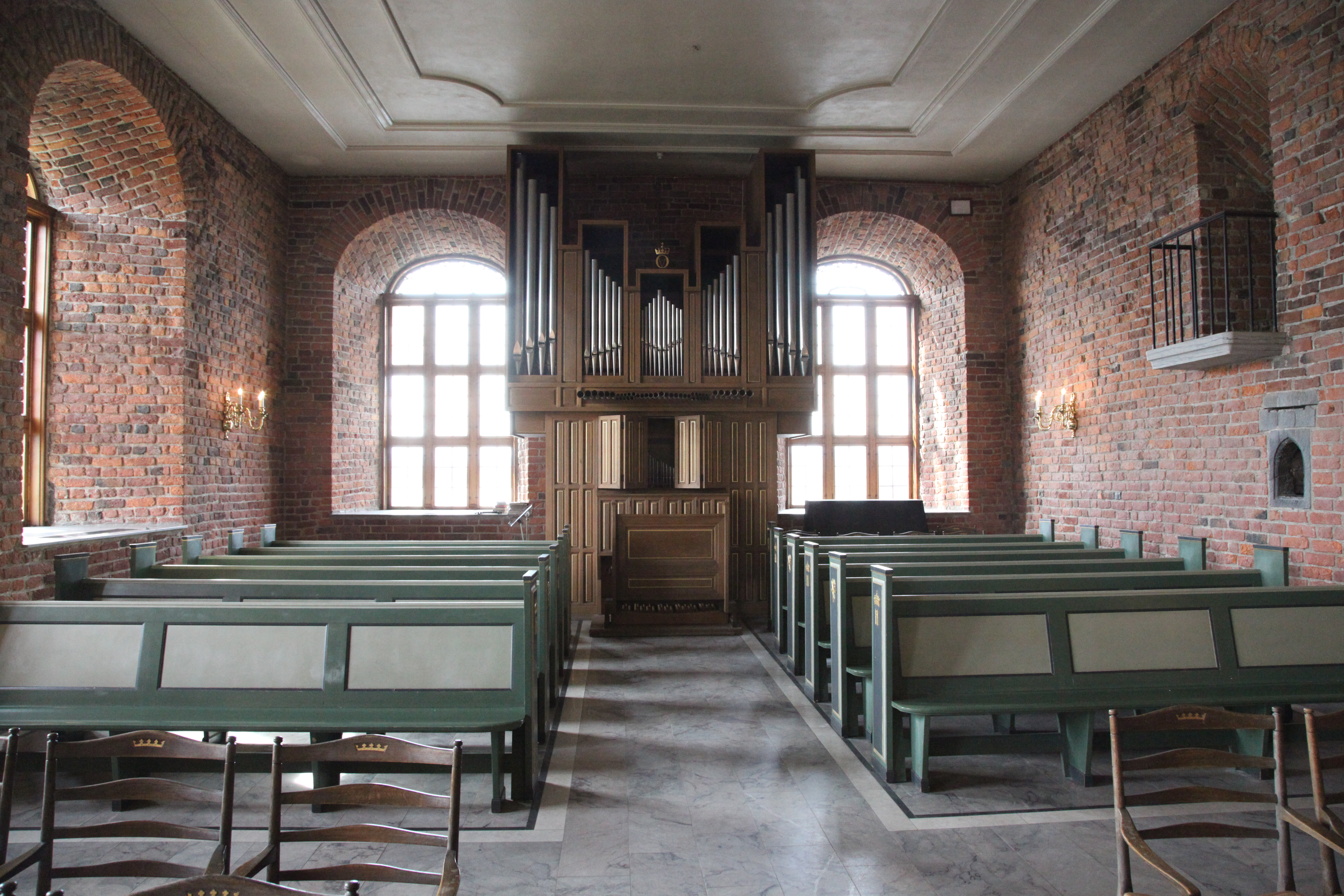
Орган в часовне.

Часовня была оборудована в замке в XVI веке. В последующие годы помещение часовни было неоднократно отреставрировано и переоборудовано. Алтарь, амвон и купель, исполненные в стиле барокко, датируются приблизительно 1750 годом. Остальной интерьер прошёл реставрацию в 1900-х годах. Часовня является местом погребения членов королевской семьи и главной церковью Вооружённых сил Норвегии. Она используется сегодня для проведения богослужений, бракосочетаний и концертов.

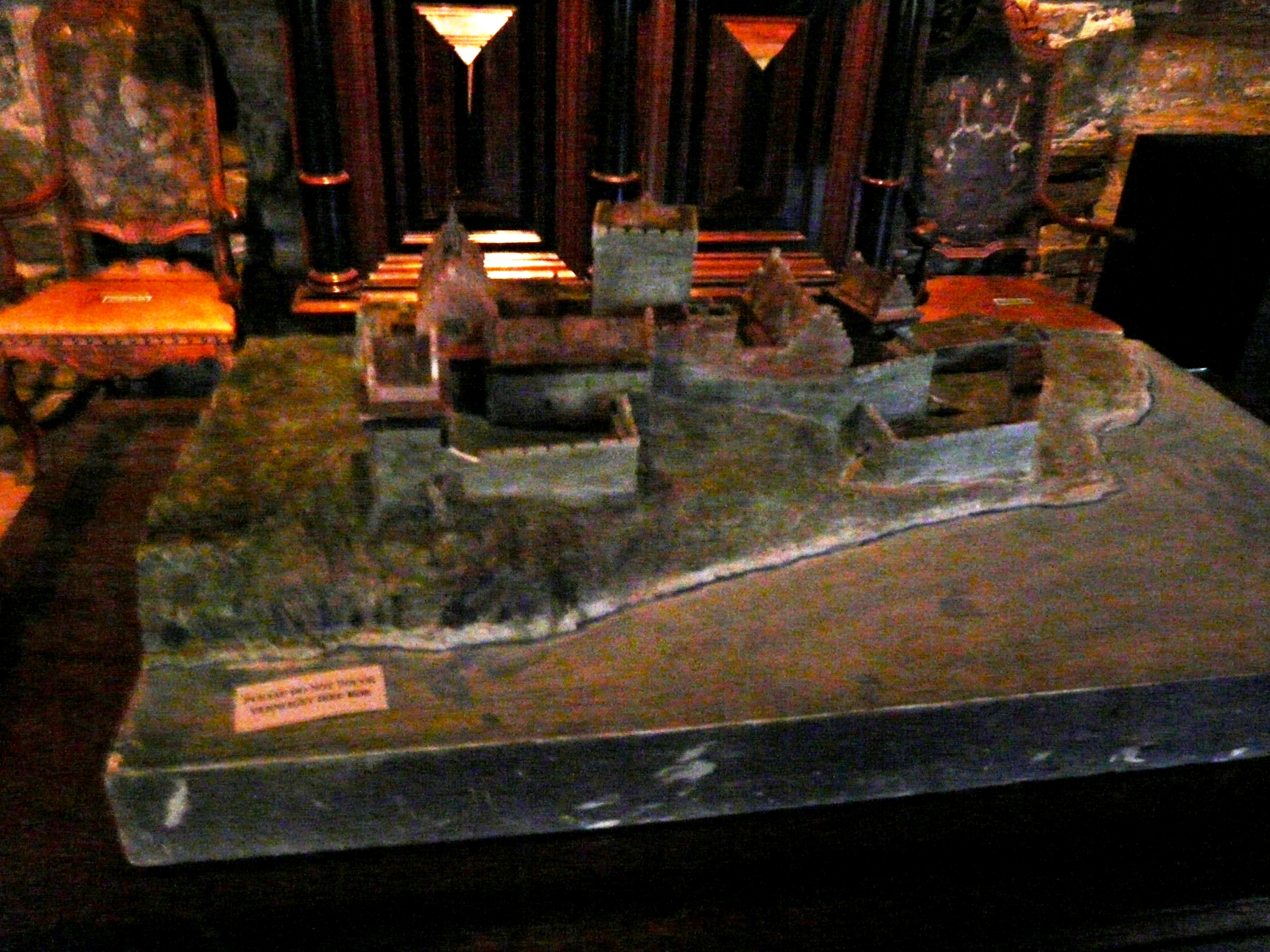
Макет крепости Акерсхус, выполненный архитектором Хольгер Сидинг-Ларсеном, даёт представление как замок выглядел в XIV веке.

### Сорвиголова

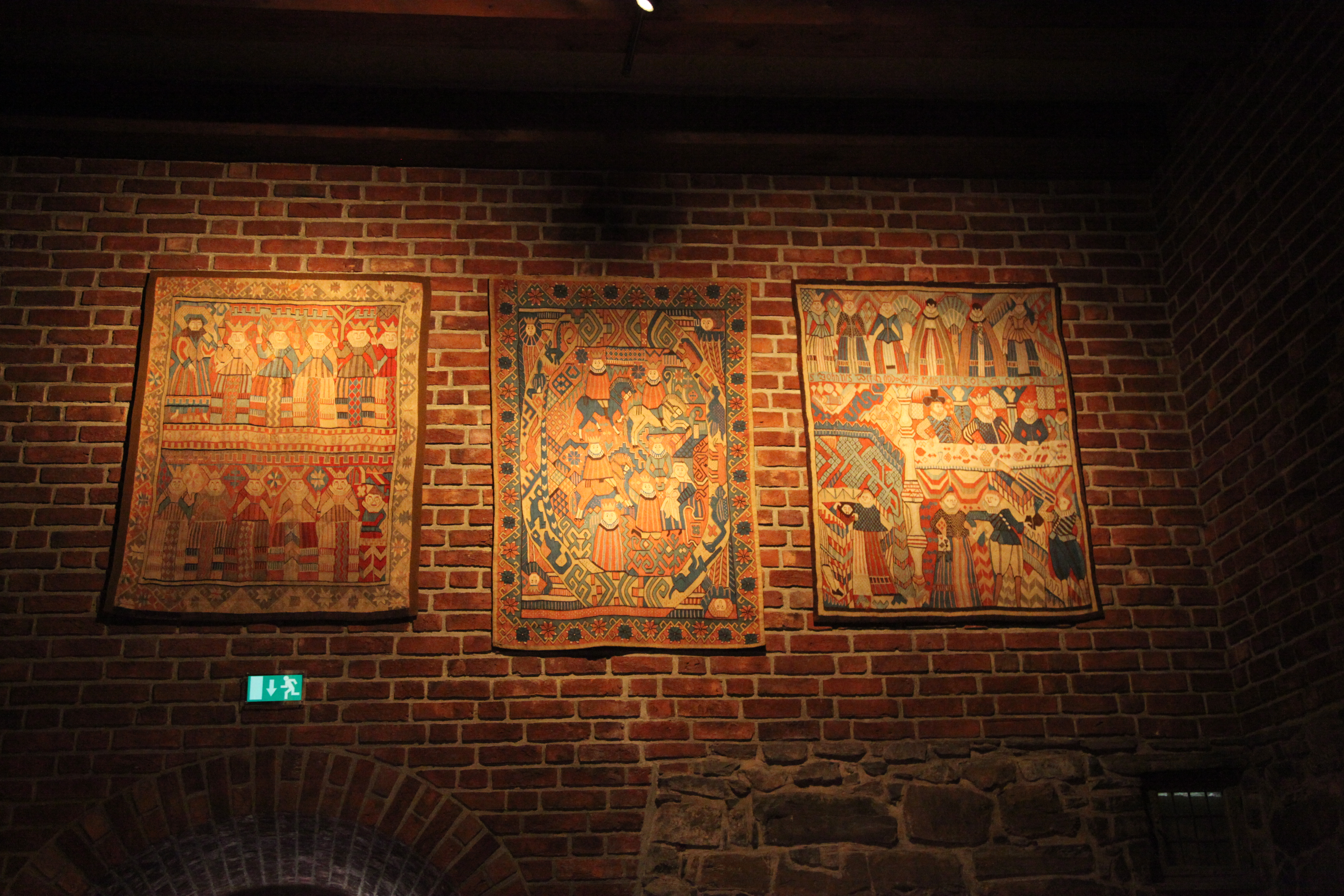
Свадебные ковры XVII века.

Сорвиголова — название центральной башни, возведённой в замке в средние века. Сегодня о её существовании свидетельствуют только остатки гранитного камня в трёх стенах этой комнаты. Эта комната, как и всё западное крыло замка, была отреставрирована архитектором Арнстейном Арнеберг в 1930-х годах. Макет замка, выполненный архитектором Хольгером Синдинг-Ларсен, помогает представить как замок выглядел XIV веке. На северной и южной стенах висят свадебные ковры из Гудбрандсдален, датированные XVII веком и изначально сделанные для украшения кровати в брачную ночь.

### Восточное крыло
В средние века здесь находился склад для хранения предметов домашнего обихода. Сегодня это главный вход в ту часть замка, которая открыта для посещения.

### Зал Кристиана IV

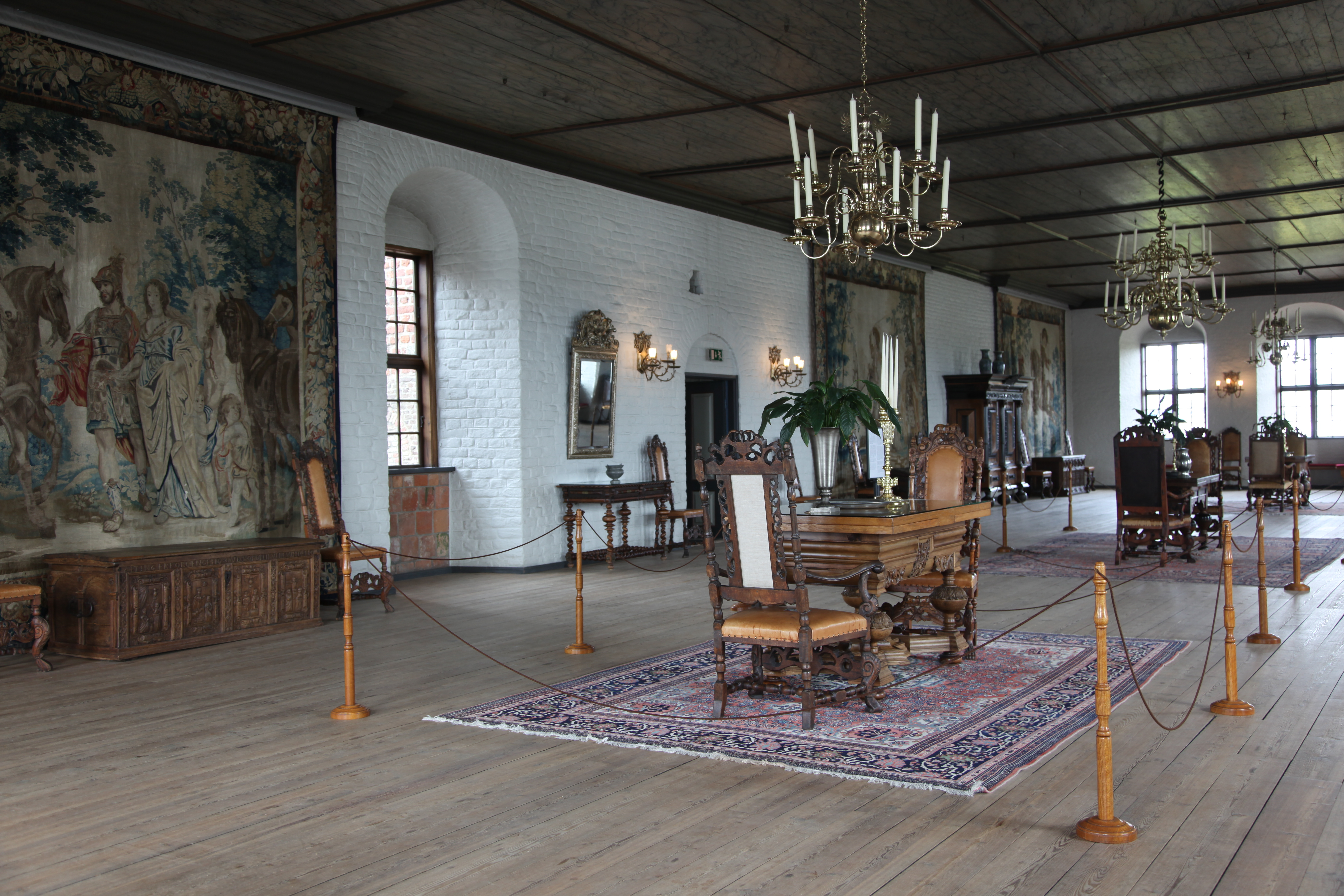
Зал Кристиана IV.

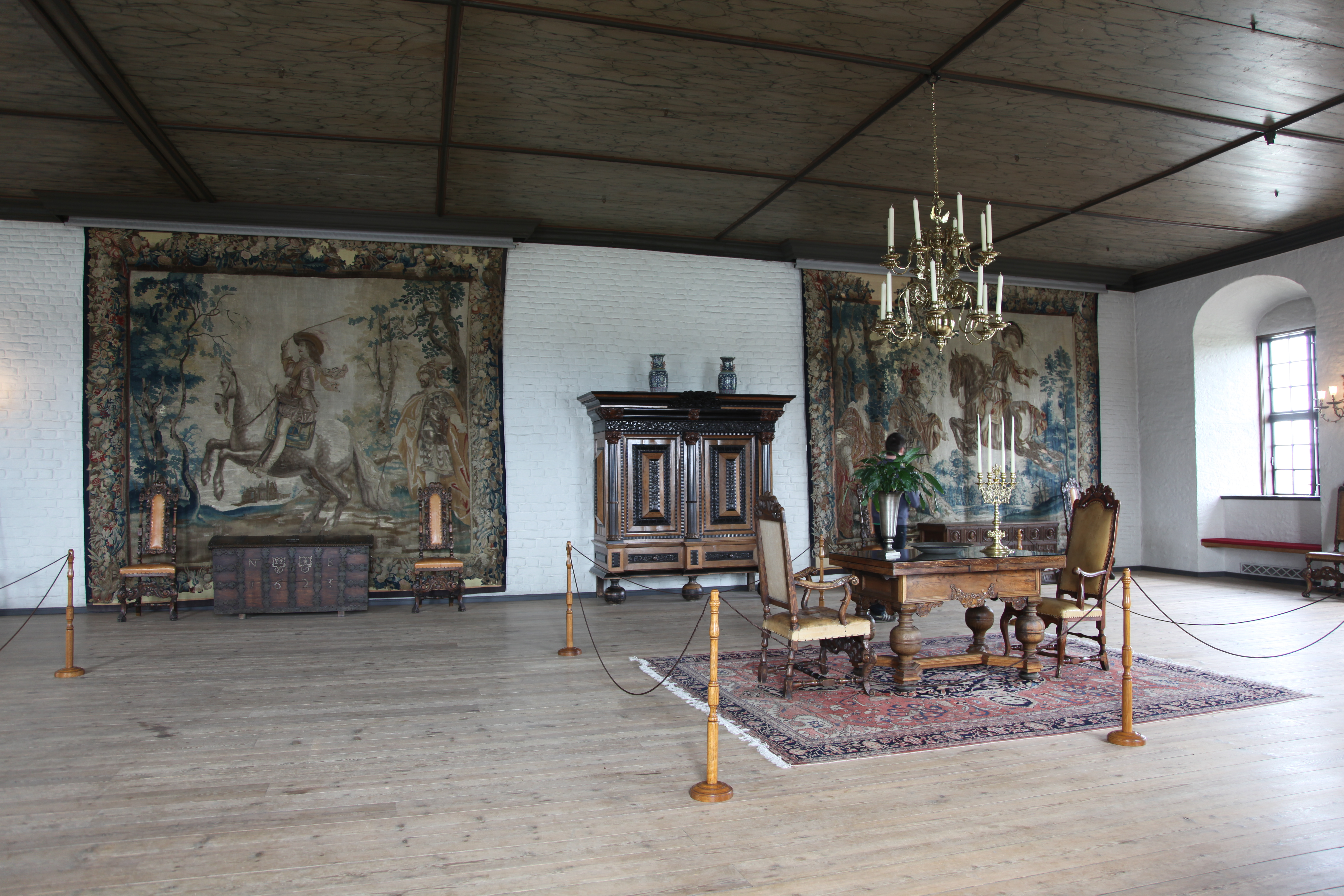
Гобелены в зале Кристиана IV.

Интерьер зала выполнен в стиле барокко. В начале XVII столетия зал был роскошно отделан и являлся королевскими апартаментами Кристиана IV. Во время правления этого монарха помещение разделили на несколько комнат, которыми пользовались король и королева во время своих визитов в Норвегию. Позднее в этих комнатах заседало верховное собрание, предшественник Верховного суда Норвегии. Все три гобелена, украшающие северную стену, сотканы в Брюсселе в середине XVII века. На них изображены из Испанской школы сцены верховой езды в Вене. Эти ковры — одни из самых ценных предметов замка на сегодняшний день. В настоящее время в зале Кристиана IV устраивают торжественные приёмы.

### Покои принца и Зелёный кабинет

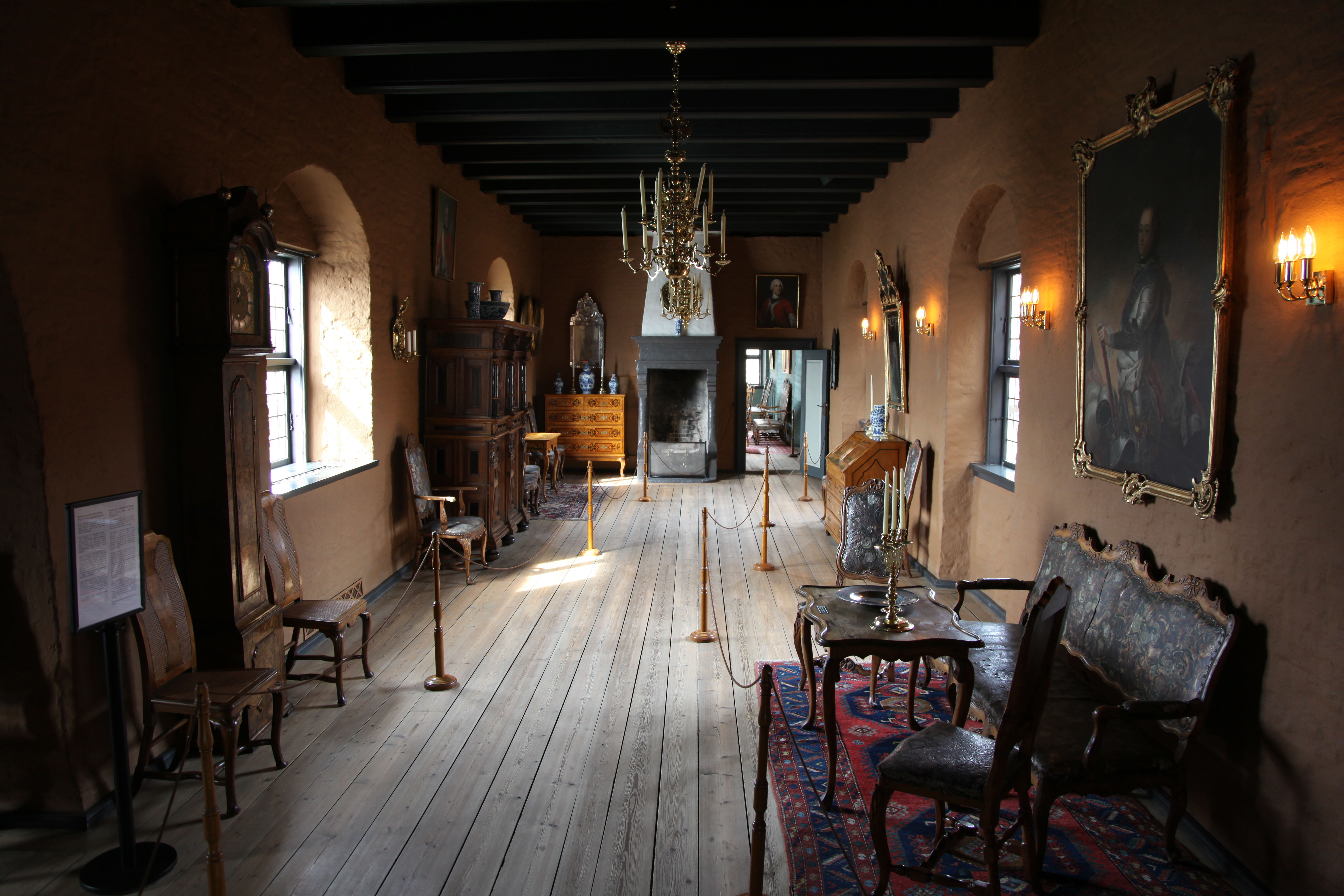
Покои принца.

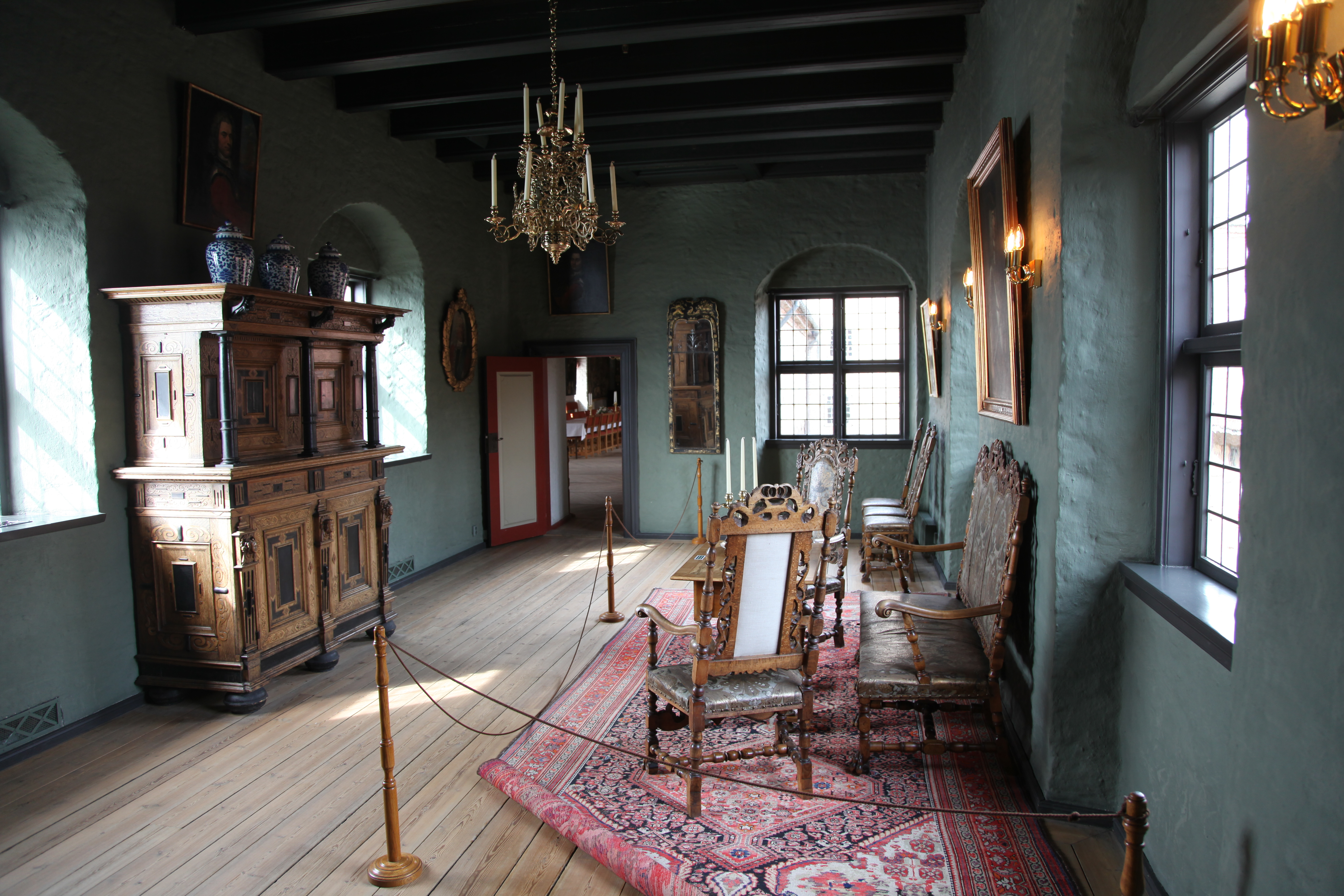
Зелёная комната или секретарская.

Во времена правления Кристиана IV эти две комнаты были частью королевских апартаментов и служили спальней. Сегодня здесь проводятся правительственные приёмы. Поэтому при реставрации не было сделано попытки воссоздать первоначальный интерьер. Например, Вы не увидите здесь кроватей. Замок обставлен мебелью XVII—XVIII веков, которая была приобретена после реставрации замка.

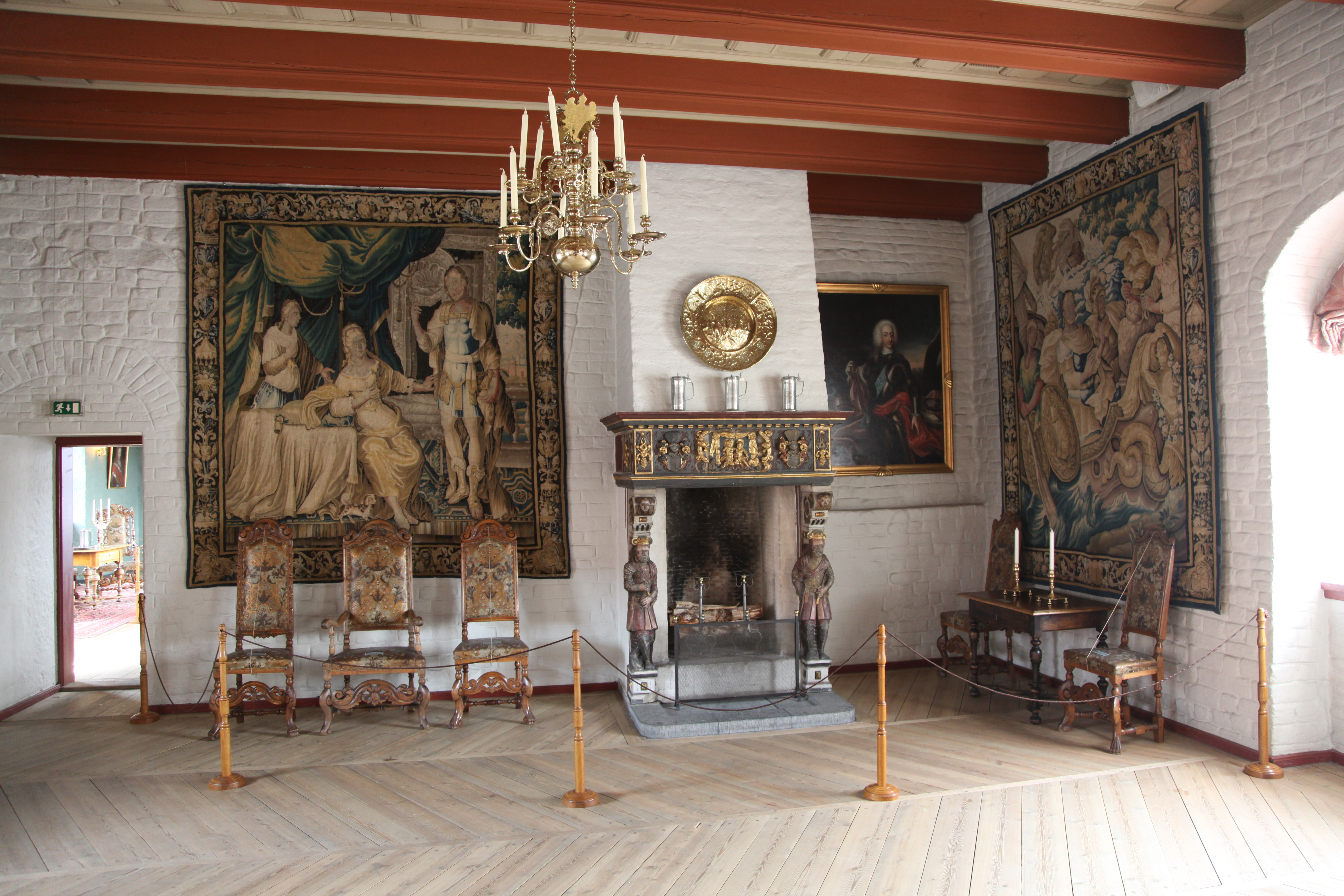
Зал Ромерике.

### Зал Ромерике

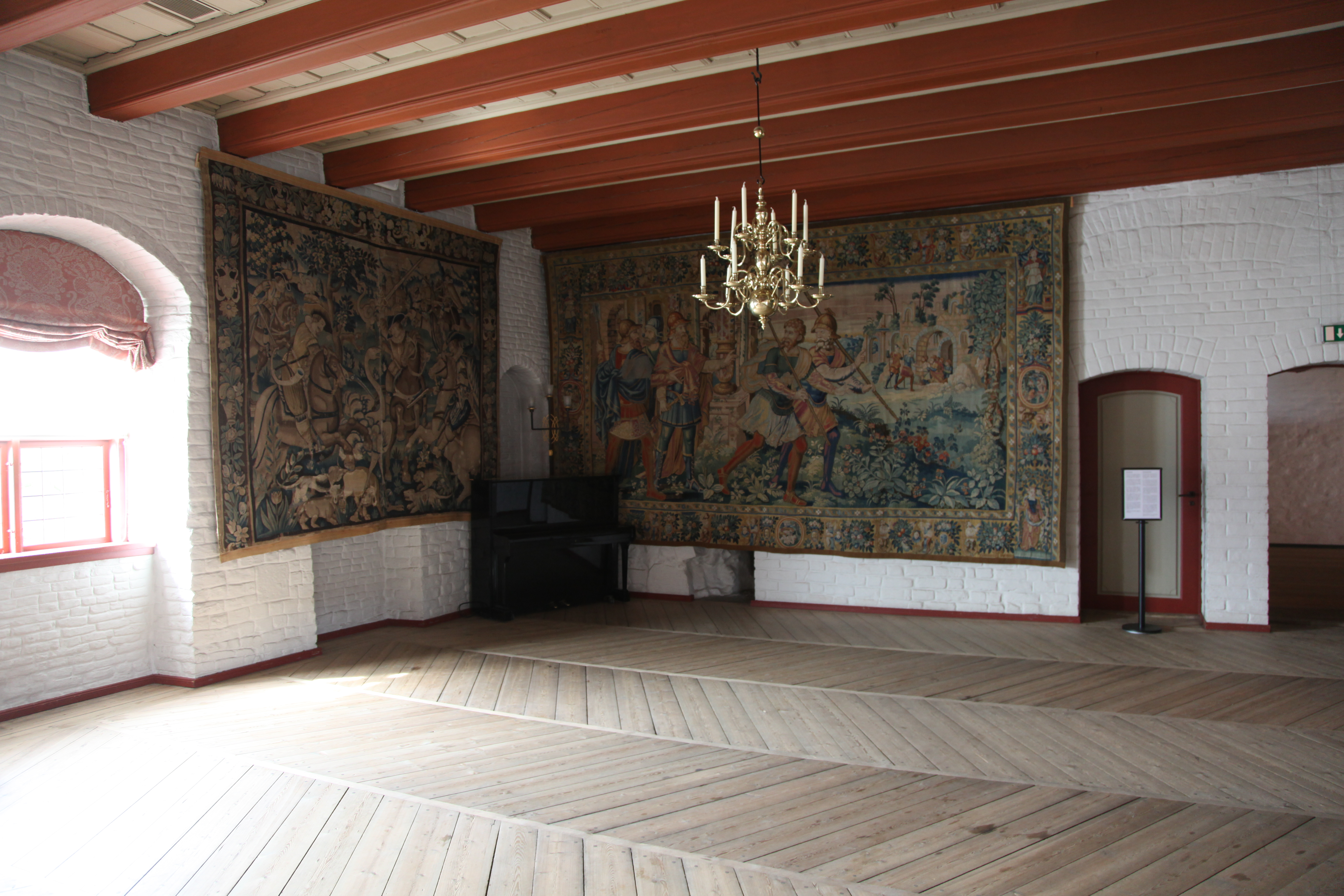
Зал Ромерике. Гобелены в зале.

Зал назван в честь крестьян из северо-восточной части Норвегии, которые восстанавливали это крыло замка после большого пожара 1527 года. Согласно поверьям, их призраки до сих пор обитают в этой части замка. В XVII веке в помещении зала размещались конторы губернатора Норвегии, который являлся официальным представителем датского короля. В наши дни этот зал используется для проведения торжественных обедов и вмещает около 180 гостей.

### Зал Маргареты I
Зал расположен в самой старинной части замка, в северном крыле. Первоначально здесь находилась гостиная, обставленная специально для придворных дам. Зал получил своё название в честь королевы Маргариты I Датской (1353—1412), жены норвежского короля Хокона VI. После смерти мужа она стала регентшей, а потом и королевой Норвегии, Дании и Швеции. Королева приняла участие в создании союза Кальмарская уния (норв. Kalmarunionen), объединившего под одной короной все три скандинавских королевства. В юности Маргарита прожила несколько лет в Акерсборге, но где располагались её королевские апартаменты в XIV веке осталось неизвестным. Позже это помещение было отдано под судебный и банкетный зал.

### Зал Улафа V
Предполагается, что здесь находился большой зал средневекового замка. Позднее весь этот этаж был разрушен при пожаре. Зал, каким вы видите его сегодня, приобрёл свой нынешний вид в 1900-х годах. За основу были взяты образцы норвежского и английского интерьера конца XIV века. Сегодня зал используется для проведения концертов, театральных постановок и официальных мероприятий.

### Сувенирный магазин и кабинет писателяГенрика Вергеланд(норв.Henrik Wergeland)

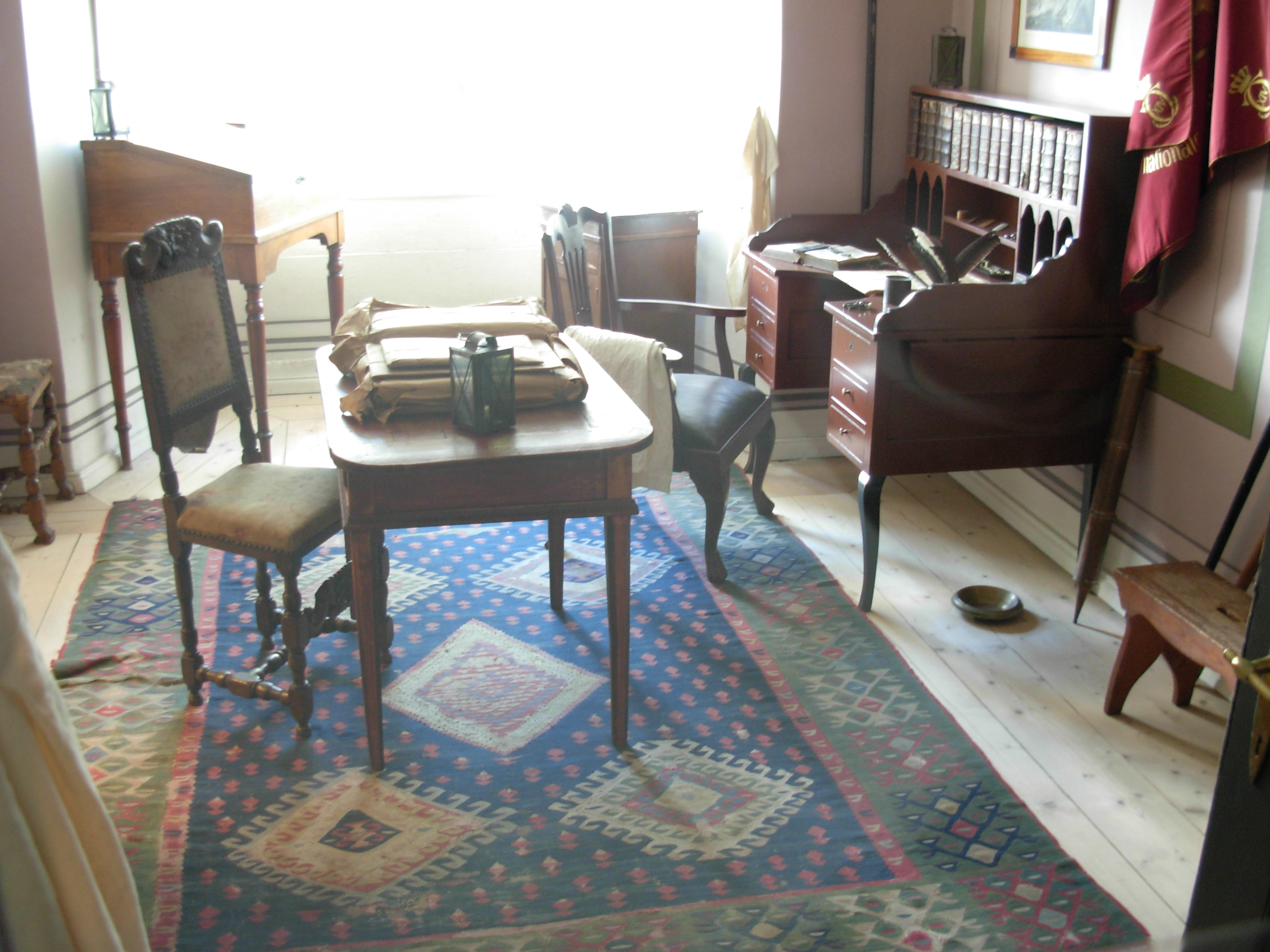
Кабинет писателя Генрика Вергеланд.

Из зала Улафа V спустившись вниз по ступенькам башни попадаем к выходу через контору управляющего (норв. Redesvennens kammer), где в настоящее время находится сувенирный магазин. Отсюда можно видеть кабинет писателя Генрика Вергеланд в период его службы государственным архивариусом.

## Контактные номера
- E-mail: akershusslott.kontakt@mil.no
- Telephone: +47 22412521